# 加姓
加姓，一個中國姓氏，人數較少。

## 來源
- 1，源于各民族漢化改姓。
- 2，源于嘉姓，属于避讳改姓。
  - 1，源于姬姓，出自中國春秋时期晋國大夫嘉父，後人以其名字为姓。
  - 2，源于姬姓，出自中國西漢原燕太子丹玄孙姬嘉，後人以其名字为姓。

## 外部連結
[在维基数据编辑]
 《欽定古今圖書集成·明倫彙編·氏族典·加姓部》，出自陈梦雷《古今圖書集成》